# Pierre Le Guay de Prémontval
Pour les articles homonymes, voir Le Guay.
Pierre Le Guay de Prémontval est un mathématicien et un philosophe né à Charenton le 16 février 1716 et décédé à Berlin le 2 septembre 1764.
Il est le fils d'André Le Guay de Prémontval (+1751), commissaire au Châtelet, et Marie Françoise Benoist (+1773)
En 1744, il enlève Marie Anne Victoire Pigeon et part vivre en Suisse puis à Berlin où il vit pauvrement bien que membre de l'Académie royale des Sciences et Belles Lettres.
Il est cité, avec son épouse, dans Jacques le Fataliste de Diderot.

## Œuvres
- Cause bizarre ou Pièces d'un procès ecclésiastico-civil, Numérisé. 1755.
- Le Diogène de D'Alembert on Pensées libres sur l'Homme, nouvelle éd., Berlin, Schneider, 1764.
- Discours sur diverses notions préliminaires à l'étude des mathématiques, 1743
- Discours sur la nature des quantités que les mathématiques ont pour objet, 1742
- Discours sur la qualité du nombre, 1743
- Discours sur l'utilité des mathématiques, 1742
- L'esprit de Fontenelle on Recueil de pensées tirées de ses ouvrages, La Haye, P. Gosse et Paris, Vincent, 1744, 1755 et 1767. L'un des meilleurs ouvrages de ce genre il est précédé d'une espèce d'apologie de Fontenelle en forme de discours préliminaire. Barbier a consigné dans son Dictionnaire des Anonymes une longue note tirée du Journal de Paris du 24 mars 1778 relative à la publication de ce volume.
- Le hasard sous l'empire de la Providence, 1754.
- Lettres contre le dogme de l'eucharistie tel qu'il est enseigné par l'Église romaine adressées en 1735 au fameux P. Tournemine jésuite. L'auteur alors étudiant en philosophie au collège du Plessis Sorbonne n'avait que 19 ans lorsqu'il composa ces Lettres.
- Mémoires, La Haye, 1749. Numérisé. Portent sur les 33 premières années de la vie qui furent particulièrement aventureuses et romanesques.
- La monogamie ou L'unité dans le mariage, La Haye, P. Van Cleef, 1751, 3 vol.
- Panagiana Panurglca ou Le faux évangélîste, 1750
- Pensées sur la liberté, 1750
- Préservatifs contre la corruption de la langue française en Allemagne, 1761, 5 pièces. La manière d'écrire de Formey a été souvent tournée en ridicule dans cet ouvrage aussi le secrétaire perpétuel s'en plaint-il dans l'éloge de cet académicien.
- Vues philosophiques ou Protestations et déclarations sur les principaux objets des connaissances humaines, Amsterdam, 1757, 2 vol. puis Berlin, 1761. Contre le leibnitzianisme et le wolfianisme dont les principales doctrines, dit Formey, excitaient dans l'auteur un sentiment qui tenait de l'indignation.
- Différents mémoires insérés dans le recueil de l'Académie de Berlin.